# 라욘
라욘(러시아어: район 라욘[*], 우크라이나어: район 라욘[*], 벨라루스어: раён 라욘, 아제르바이잔어: rayon 라욘)은 과거 소련을 구성했던 국가에서 널리 사용되고 있는 행정 구역 단위이다. 주로 국가나 주의 하위 행정 구역 단위, 시의 하위 행정 구역 단위로 사용된다. 라욘이라는 이름은 프랑스어로 구역을 뜻하는 단어인 레용(프랑스어: rayon 레용[*])에서 유래된 이름이다. 한국어로는 군이나 구로 번역된다.

## 행정 구역

러시아의 행정 구역

- 러시아의 행정 구역
- 우크라이나의 행정 구역
- 벨라루스의 행정 구역
- 아제르바이잔의 행정 구역